# دانيال هارولد
دانيال هارولد (بالإنجليزية: Danielle Harold)‏ هي ممثلة بريطانية، ولدت في 30 مايو 1992 في لويشام ‏ في المملكة المتحدة.

## وصلات خارجية
- دانيال هارولد على موقع IMDb (الإنجليزية)